# آرشاویر کاراپتیان
آرشاویر گارگینی کاراپتیان (ارمنی: Արշավիր Գարեգինի Կարապետյան؛  زادهٔ ۱۰ اکتبر ۱۹۲۹ - درگذشته ۱۲ دسامبر ۱۹۸۷) خواننده اپرا باریتون اهل ارمنستان بود.

## زندگی‌نامه
وی در ۱۰ اکتبر ۱۹۲۹ در ایروان به دنیا آمد و از کنسرواتوار دولتی کومیتاس ایروان فارغ‌التحصیل گشت. وی همچنین برنده جوایزی همچون هنرمند مردمی ارمنستان شوروی و نشان پرچم سرخ کار شد. وی در ۱۲ دسامبر ۱۹۸۷ در سن ۵۸ سالگی در ایروان درگذشت.